# Старк, Джонатан
Джонатан Старк (англ. Jonathan Stark; род. 3 апреля 1971, Медфорд, Орегон) — американский профессиональный теннисист, бывшая первая ракетка мира в парном разряде.
- Победитель двух турниров Большого шлема в мужском и смешанном парном разряде
- Победитель Открытого чемпионата США 1989 года в одиночном разряде среди юношей и трёх турниров Большого шлема в парном разряде среди юношей
- Победитель чемпионата мира АТР 1997 года в парном разряде
- Финалист Кубка Дэвиса 1997 года в составе сборной США
- В общей сложности победитель 22 турниров АТР и Большого шлема во всех разрядах

## Спортивная карьера
В 1986 году Джонатан Старк, выступавший за сборную средней школы Южного Медфорда, выиграл чемпионат штата Орегон среди школьников. Этот результат он повторил год спустя, во время учёбы в выпускном классе. После поступления в Стэнфордский университет он стал членом студенческой команды и дважды — в 1990 и 1991 годах — включался в символическую любительскую сборную Северной Америки в одиночном и парном разрядах. В 1991 году он дошёл до финала чемпионата NCAA в паре с Джаредом Палмером. В период выступлений в юношеских соревнований он завоевал в 1987—89 годах три титула на турнирах Большого шлема в парном разряде и один — в одиночном (на Открытом чемпионате США 1989 года).
Профессиональную карьеру Старк начал в 1991 году, довольно быстро завоевав место в теннисной элите. Уже в сентябре в Понте-Ведра-Бич он выиграл свой первый турнир класса ATP Challenger в одиночном разряде, а в первую неделю нового сезона в Веллингтоне завоевал с Палмером первый титул в турнирах АТР-тура. На последовавшем за этим Открытом чемпионате Австралии Палмер и Старк обыграли сильнейшую пару мира Джон Фицджеральд-Андерс Яррид и вышли в четвертьфинал, что позволило Старку уже в первой декаде февраля подняться до 73-го места в парном рейтинге АТР. На Уимблдоне, где его партнёром был Патрик Макинрой, Старк также обыграл посеянную пару Грант Коннелл-Гленн Мичибата, а на турнире высшей категории в Цинциннати по пути в финал они с Макинроем одолели пятую и шестую ракетку мира в парном разряде — Джима Грабба и Ричи Ренеберга. Ещё раз они взяли верх над этой же парой в октябре в Сиднее, когда Грабб был уже первой ракеткой мира, а Ренеберг третьей, а перед этим победили переместившихся на пятую и шестую позиции Марка Вудфорда и Тодда Вудбриджа. В итоге уже к концу 1992 года Старк занимал в парном рейтинге АТР 23-е место. В одиночном разряде его успех были более скромными, но всё же на его счету был один побеждённый соперник из первой двадцатки рейтинга (Серхи Бругера), один финал турнира АТР (в июне в Росмалене) и окончание сезона в сотне сильнейших.
В 1993 году Старк продолжал развивать свой успех и в мае впервые вошёл в Top-20 рейтинга в парном разряде, а в ноябре — и в первую десятку. Однако поскольку первую половину сезона (включавшую выход в финал супертурнира в Майами и четвертьфинал Уимблдона, а также две победы в менее престижных турнирах) он провёл с Макинроем, а вторую (четыре титула, в том числе на турнире высшей категории в Париже) — с зимбабвийцем Байроном Блэком, ему не удалось поучаствовать в чемпионате мира АТР — итоговом турнире года, на который допускаются только сильнейшие пары. В одиночном разряде высшим успехом Старка стала победа в третьем круге Открытого чемпионата Японии над первой ракеткой мира Джимом Курье. В октябре в Больцано (Италия) он выиграл первый за карьеру турнир АТР-тура в одиночном разряде, окончив год в числе 50 лучших игроков мира.
| Позиция в рейтинге в конце года | Позиция в рейтинге в конце года | Позиция в рейтинге в конце года |
| Год                             | Одиночный разряд                | Парный разряд                   |
| ------------------------------- | ------------------------------- | ------------------------------- |
| 1991                            | 243                             | 138                             |
| 1992                            | 85                              | 23                              |
| 1993                            | 38                              | 10                              |
| 1994                            | 65                              | 4                               |
| 1995                            | 100                             | 16                              |
| 1996                            | 68                              | 41                              |
| 1997                            | 96                              | 13                              |
| 1998                            | 266                             | 42                              |
| 1999                            | 300                             | 48                              |
| 2000                            | 512                             | 97                              |
| 2001                            | 809                             | 77                              |

1994 год принёс Старку, хотя и ненадолго, звание первой ракетки мира в парном разряде. Это стало возможным после того, как они с Блэком сначала дошли до финала на Открытом чемпионате Австралии, а затем выиграли Открытый чемпионат Франции и Открытый чемпионат Канады. Старк возглавил рейтинг 1 августа 1994 года, сразу после победы в Монреале, и оставался на первой строчке шесть недель — до окончания Открытого чемпионата США, где они с Блэком выбыли из борьбы уже в третьем круге. До конца сезона им уже не удалось выиграть ни одного титула, хотя они трижды играли в финалах, а на чемпионате мира АТР они проиграли две из трёх встреч в группе и не вышли в плей-офф. В одиночном разряде Старк достиг к февралю высшего в карьере 36-го места в рейтинге, но в целом сезон оказался хуже предыдущего, и к его концу Старк выбыл из Top-50.
Следующие два года принесли Старку пять побед в шести финалах турниров АТР с шестью разными партнёрами. В 1995 году он также завоевал свой второй титул в турнирах Большого шлема — на этот раз на Уимблдоне в миксте, где его партнёршей была многоопытная Мартина Навратилова. Посеянная третьей американская пара в полуфинале победила фаворитов — Ларису Нейланд и Марка Вудфорда, а в финале одолела посеянных четвёртыми Джиджи Фернандес и Цирила Сука. Через год Старк вышел в полуфинал Открытого чемпионата Франции со своим старым напарником Джаредом Палмером. 1996 год принёс ему также второй титул на турнирах АТР-тура в одиночном разряде, когда на турнире в Сингапуре он, занимая в рейтинге 101-е место, неожиданно победил в финале вторую ракетку мира Майкла Чанга.
Необычным получился для Старка 1997 год. До самого конца сезона ему не удалось выиграть ни одного турнира, хотя на Открытом чемпионате Австралии он и ещё один американец Рик Лич дошли до полуфинала и ещё пять раз проигрывали в финалах менее престижных соревнований. Тем не менее этих результатов хватило им для попадания в чемпионат мира АТР, где они заняли второе место в группе, после чего победили в полуфинале вторую пару мира (Паул Хархёйс-Якко Элтинг), а в финале — молодых индийцев Махеша Бхупати и Леандера Паеса. Сразу после этого Старк сыграл за сборную США в финальном матче Кубка Дэвиса, но в паре с Тоддом Мартином не сумел одолеть Юнаса Бьоркмана и Никласа Култи; впрочем, даже победа в этой игр не спасла бы ситуацию — американская сборная проиграла этот финал всухую.
После этого успехи Старка пошли на спад: за следующие четыре года он только шесть раз играл в финалах турниров АТР и добавил только два титула к своей коллекции — оба на турнире в Лонг-Айленде с зимбабвийцем Кевином Ульеттом. Он завершил игровую карьеру в начале 2002 года, вскоре после завоевания последнего титула. Всего за карьеру он выиграл 19 турниров АТР и Большого шлема в мужском парном разряде, два в одиночном и один в смешанных парах. За сборную США он провёл шесть игр, в пяти из которых потерпел поражения.
В дополнение к игровой деятельности Старк активно занимался общественной работой. В 1999—2000 годах он был членом совета игроков АТР. Он является также организатором благотворительного фонда Джонатана Старка, спонсирующего детский спорт в своём родном Медфорде, и руководит детским теннисным центром в Сиэтле.

## Финалы турниров Большого шлема за карьеру

### Мужской парный разряд (1+1)
| Итог      | Год  | Турнир                       | Партнёр     | Соперники в финале       | Счёт в финале      |
| --------- | ---- | ---------------------------- | ----------- | ------------------------ | ------------------ |
| Поражение | 1994 | Открытый чемпионат Австралии | Байрон Блэк | Паул Хархёйс Якко Элтинг | 7-6, 3-6, 4-6, 3-6 |
| Победа    | 1994 | Открытый чемпионат Франции   | Байрон Блэк | Ян Апелль Юнас Бьоркман  | 6-4, 7-6           |

### Смешанный парный разряд (1+0)
| Итог   | Год  | Турнир              | Партнёрша           | Соперники в финале         | Счёт в финале |
| ------ | ---- | ------------------- | ------------------- | -------------------------- | ------------- |
| Победа | 1995 | Уимблдонский турнир | Мартина Навратилова | Джиджи Фернандес Цирил Сук | 6-4, 6-4      |

## Участие в финалах турниров за карьеру
| Легенда                     |
| --------------------------- |
| Большой шлем                |
| Чемпионат мира ATP          |
| Mercedes-Benz Super 9       |
| ATP Gold                    |
| ATP World/ATP International |

### Одиночный разряд (2+1)
| Итог      | №  | Дата             | Турнир               | Покрытие | Соперник в финале | Счёт в финале |
| --------- | -- | ---------------- | -------------------- | -------- | ----------------- | ------------- |
| Поражение | 1. | 8 июня 1992      | Росмален, Нидерланды | Трава    | Михаэль Штих      | 4-6, 5-7      |
| Победа    | 1. | 10 октября 1993  | Больцано, Италия     | Ковёр(i) | Седрик Пьолин     | 6-3, 6-2      |
| Победа    | 2. | 30 сентября 1996 | Сингапур             | Ковёр(i) | Майкл Чанг        | 6-4, 6-4      |

### Парный разряд (19+21)

#### Победы (19)
| №   | Дата             | Турнир                              | Покрытие | Партнёр         | Соперники в финале             | Счёт в финале |
| --- | ---------------- | ----------------------------------- | -------- | --------------- | ------------------------------ | ------------- |
| 1.  | 30 декабря 1992  | Веллингтон, Новая Зеландия          | Хард     | Джаред Палмер   | Даниэль Вацек Михил Схаперс    | 6-3, 6-3      |
| 2.  | 5 октября 1992   | Сидней, Австралия                   | Хард(i)  | Патрик Макинрой | Джим Грабб Ричи Ренеберг       | 6-2, 6-3      |
| 3.  | 10 мая 1993      | Корал-Спрингс, Флорида, США         | Грунт    | Патрик Макинрой | Пол Аннакон Даг Флэк           | 6-4, 6-3      |
| 4.  | 7 июня 1993      | Росмален, Нидерланды                | Трава    | Патрик Макинрой | Дэвид Адамс Андрей Ольховский  | 7-6, 1-6, 6-4 |
| 5.  | 27 сентября 1993 | Базель, Швейцария                   | Хард(i)  | Байрон Блэк     | Брэд Пирс Дэвид Рэндолл        | 3-6, 7-5, 6-3 |
| 6.  | 4 октября 1993   | Тулуза, Франция                     | Хард(i)  | Байрон Блэк     | Давид Приносил Удо Риглевски   | 7-5, 7-6      |
| 7.  | 18 октября 1993  | Вена, Австрия                       | Ковёр    | Байрон Блэк     | Майк Бауэр Давид Приносил      | 6-3, 7-6      |
| 8.  | 1 ноября 1993    | Париж, Франция                      | Ковёр    | Байрон Блэк     | Том Нейссен Цирил Сук          | 4-6, 7-5, 6-2 |
| 9.  | 7 февраля 1994   | Мемфис, Теннесси, США               | Хард(i)  | Байрон Блэк     | Джим Грабб Джаред Палмер       | 7-6, 6-4      |
| 10. | 23 мая 1994      | Открытый чемпионат Франции, Париж   | Грунт    | Байрон Блэк     | Ян Апелль Юнас Бьоркман        | 6-4, 7-6      |
| 11. | 25 июля 1994     | Открытый чемпионат Канады, Монреаль | Хард     | Байрон Блэк     | Патрик Макинрой Джаред Палмер  | 6-4, 6-4      |
| 12. | 20 февраля 1995  | Филадельфия, США                    | Ковёр    | Джим Грабб      | Паул Хархёйс Якко Элтинг       | 7-6, 6-7, 6-3 |
| 13. | 10 апреля 1995   | Открытый чемпионат Японии, Токио    | Хард     | Марк Ноулз      | Джон Фицджеральд Андерс Яррид  | 6-3, 3-6, 7-6 |
| 14. | 22 мая 1995      | Болонья, Италия                     | Грунт    | Байрон Блэк     | Либор Пимек Винсент Спейди     | 7-5, 6-3      |
| 15. | 22 апреля 1996   | Сеул, Республика Корея              | Хард     | Рик Лич         | Кент Киннэр Кевин Ульетт       | 6-4, 6-4      |
| 16. | 4 ноября 1996    | Стокгольм, Швеция                   | Хард(i)  | Патрик Гэлбрайт | Крис Вудрафф Тодд Мартин       | 7-6, 6-4      |
| 17. | 17 ноября 1997   | Чемпионат мира АТР, Хартфорд, США   | Ковёр    | Рик Лич         | Махеш Бхупати Леандер Паес     | 6-3, 6-4, 7-6 |
| 18. | 21 августа 2000  | Лонг-Айленд, США                    | Хард     | Кевин Ульетт    | Ян-Майкл Гэмбилл Скотт Хамфрис | 6-4, 6-4      |
| 19. | 20 августа 2001  | Лонг-Айленд (2)                     | Hard     | Кевин Ульетт    | Радек Штепанек Леош Фридл      | 6-1, 6-4      |

#### Поражения (21)
| №   | Дата             | Турнир                                 | Покрытие | Партнёр          | Соперники в финале             | Счёт в финале      |
| --- | ---------------- | -------------------------------------- | -------- | ---------------- | ------------------------------ | ------------------ |
| 1.  | 10 августа 1992  | Цинциннати, США                        | Хард     | Патрик Макинрой  | Тодд Вудбридж Марк Вудфорд     | 3-6, 6-1, 3-6      |
| 2.  | 28 сентября 1992 | Брисбен, Австралия                     | Хард(i)  | Патрик Макинрой  | Стив Девриз Дэвид Макферсон    | 4-6, 4-6           |
| 3.  | 1 февраля 1993   | Сан-Франциско, США                     | Хард(i)  | Патрик Макинрой  | Скотт Дэвис Якко Элтинг        | 1-6, 6-4, 5-7      |
| 4.  | 12 марта 1993    | Майами, США                            | Хард     | Патрик Макинрой  | Рихард Крайчек Ян Симеринк     | 7-6, 4-6, 6-7      |
| 5.  | 3 января 1994    | Оаху, Гавайи, США                      | Хард     | Алекс О’Брайен   | Том Нейссен Цирил Сук          | 4-6, 4-6           |
| 6.  | 17 января 1994   | Открытый чемпионат Австралии, Мельбурн | Хард     | Байрон Блэк      | Паул Хархёйс Якко Элтинг       | 7-6, 3-6, 4-6, 3-6 |
| 7.  | 31 января 1994   | Сан-Хосе, США (2)                      | Хард(i)  | Байрон Блэк      | Рик Лич Джаред Палмер          | 6-4, 4-6, 4-6      |
| 8.  | 28 февраля 1994  | Индиан-Уэллс, Калифорния, США          | Хард     | Байрон Блэк      | Патрик Гэлбрайт Грант Коннелл  | 5-7, 3-6           |
| 9.  | 3 октября 1994   | Сидней, Австралия                      | Хард(i)  | Байрон Блэк      | Паул Хархёйс Якко Элтинг       | 4-6, 6-7           |
| 10. | 10 октября 1994  | Токио, Япония                          | Хард(i)  | Байрон Блэк      | Патрик Гэлбрайт Грант Коннелл  | 3-6, 6-3, 4-6      |
| 11. | 31 октября 1994  | Париж, Франция                         | Ковёр    | Байрон Блэк      | Паул Хархёйс Якко Элтинг       | 6-3, 6-7, 5-7      |
| 12. | 12 февраля 1996  | Сан-Хосе (3)                           | Хард(i)  | Ричи Ренеберг    | Тревор Кронман Дэвид Макферсон | 4-6, 6-3, 3-6      |
| 13. | 6 января 1997    | Окленд, Новая Зеландия                 | Хард     | Рик Лич          | Патрик Гэлбрайт Эллис Феррейра | 4-6, 6-4, 6-7      |
| 14. | 17 февраля 1997  | Мемфис, Теннесси, США                  | Хард(i)  | Рик Лич          | Патрик Гэлбрайт Эллис Феррейра | 2-6, 3-6           |
| 15. | 6 октября 1997   | Сингапур                               | Ковёр    | Рик Лич          | Махеш Бхупати Леандер Паес     | 4-6, 4-6           |
| 16. | 20 октября 1997  | Штутгарт, Германия                     | Ковёр    | Рик Лич          | Тодд Вудбридж Марк Вудфорд     | 3-6, 3-6           |
| 17. | 27 октября 1997  | Париж (2)                              | Ковёр    | Рик Лич          | Паул Хархёйс Якко Элтинг       | 2-6, 6-7           |
| 18. | 19 марта 1998    | Майами (2)                             | Хард     | О’Брайен         | Рик Лич Эллис Феррейра         | 2-6, 4-6           |
| 19. | 12 июня 2000     | Лондон (Queen’s Club), Великобритания  | Трава    | Эрик Тайно       | Тодд Вудбридж Марк Вудфорд     | 7-6, 3-6, 6-7      |
| 20. | 19 февраля 2001  | Мемфис (2)                             | Хард(i)  | Алекс О’Брайен   | Боб Брайан Майк Брайан         | 3-6, 6-7           |
| 21. | 26 февраля 2001  | Сан-Хосе (4)                           | Хард(i)  | Ян-Майкл Гэмбилл | Брайан Макфи Марк Ноулз        | 3-6, 6-7           |

## Участие в финалах Кубка Дэвиса (0+1)
Поражение (1)
| Год  | Место проведения | Команда                                        | Соперники в финале                        | Счёт |
| ---- | ---------------- | ---------------------------------------------- | ----------------------------------------- | ---- |
| 1997 | Гётеборг, Швеция | США: М. Чанг, Т. Мартин, П. Сампрас, Дж. Старк | Швеция: Ю. Бьоркман, Н. Култи, М. Ларссон | 0:5  |